# كريستين لوند بورجيرسين
كريستين لوند بورجيرسين (بالنرويجية: Kristine Lunde-Borgersen‏) مواليد 30 مارس 1980 في كريستيانساند، هي لاعبة كرة يد نرويجية معتزلة لعبت كوسط مدافع. مثلت منتخب النرويج لكرة اليد للسيدات في 181 مباراة. شاركت في دورة الألعاب الأولمبية الصيفية سنة 2008.

## الميداليات
| الميدالية | المسابقة                            |
| --------- | ----------------------------------- |
| ذهبية     | الألعاب الأولمبية الصيفية 2008      |
| ذهبية     | الألعاب الأولمبية الصيفية 2012      |
| ذهبية     | بطولة العالم لكرة اليد للسيدات 2011 |
| فضية      | بطولة العالم لكرة اليد للسيدات 2001 |
| برونزية   | بطولة العالم لكرة اليد للسيدات 2009 |
| ذهبية     | بطولة أوروبا لكرة اليد للسيدات 2004 |
| ذهبية     | بطولة أوروبا لكرة اليد للسيدات 2006 |
| ذهبية     | بطولة أوروبا لكرة اليد للسيدات 2008 |
| فضية      | بطولة أوروبا لكرة اليد للسيدات 2012 |

## روابط خارجية
- كريستين لوند بورجيرسين على موقع الاتحاد الأوروبي لكرة اليد (الإنجليزية)
- كريستين لوند بورجيرسين على موقع الاتحاد النرويجي لكرة اليد (النرويجية)
- كريستين لوند بورجيرسين على موقع اللجنة الأولمبية الدولية (الإنجليزية)
- كريستين لوند بورجيرسين على موقع أوليمبيديا (الإنجليزية)